# (35175) 1993 TJ21
1993 TJ21 (asteroide 35175) é um asteroide da cintura principal. Possui uma excentricidade de 0.14333790 e uma inclinação de 17.86186º.
Este asteroide foi descoberto no dia 10 de outubro de 1993 por Henry E. Holt em Palomar.